# Al-Bir at-Tahtani
Al-Bir at-Tahtani (arab. البير التحتاني) – wieś w Syrii, w muhafazie Aleppo. W 2004 roku liczyła 179 mieszkańców.